# Michal Zajkowski
Michal Zajkowski, född 11 juni 1983, är en svensk ishockeymålvakt som tidigare har spelat för bland annat Modo Hockey och Örebro Hockey. Från säsongen 2015/2016 spelar han i norska Lillehammer IK.

## Biografi
Zajkowski har gjort flera elitseriesäsonger i moderklubben Modo Hockey och även spelat för Sundsvall Hockey och IF Björklöven. 
Michal är född i Łódź i Polen, men flyttade till Sverige som sexåring och är hockeyfostrad där. 
Zajkowski började spela ishockey i Modos ungdomslag, och säsongen 2001/2002 fick han chansen att göra Elitseriedebut i Modo Hockey. Under sina säsonger i Modo var Zajkowski i huvudsak andremålvakt. 
Zajkowski blev 1 september 2009 utlånad till Sundsvall hockey i Hockeyallsvenskan. Säsongen efter värvades han till Örebro HK i samma serie. Efter två säsonger i Tingsryds AIF gick han inför säsongen 2013/14 till IK Oskarshamn i Hockeyallsvenskan.

## Seniorklubbar
- Modo Hockey (2001/2002–2002/2003)
- Piteå HC (2003/2004)
- Modo Hockey (2004/2005–2009/2010)
- Örebro HK (2010/2011)
- Tingsryds AIF (2011/2012–2012/2013)
- IK Oskarshamn (2013/2014)
- Brûleurs de Loups (2014/2015)
- Lillehammer IK (2015/2016–)

Säsongerna 2006/2007 och 2009/2010 var Michal Zajkowski utlånad till Sundsvall Hockey och säsongen 2008/2009 till IF Björklöven.

## Meriter
- SM-guld 2007 med Modo Hockey.